# 네다 해리건
네다 해리건(영어: Nedda Harrigan, 1899년 8월 24일 ~ 1989년 4월 1일)은 미국의 배우이다.
뉴욕에서 나고 죽었다. 사인은 폐암이다.

## 영화
- 캐슬 온 더 허드슨 (1940년)